# Sofazinho
Sofazinho è un singolo del cantante brasiliano Luan Santana e del duo brasiliano Jorge & Mateus, pubblicato il 14 settembre 2018.

## Video musicale
Le immagini sono state registrate nei Piranha, ad Alagoas, e nel Parco Ibirapuera, a San Paolo.